# العلاقات الأذربيجانية النيوزيلندية
العلاقات الأذربيجانية النيوزيلندية هي العلاقات الثنائية التي تجمع بين أذربيجان ونيوزيلندا.

## مقارنة بين البلدين
هذه مقارنة عامة ومرجعية للدولتين:
| وجه المقارنة                                              | أذربيجان        | نيوزيلندا                                              |
| --------------------------------------------------------- | --------------- | ------------------------------------------------------ |
| المساحة (كم2)                                             | 86.60 ألف       | 268.02 ألف                                             |
| عدد السكان (نسمة)                                         | 10.00 مليون     | 4.24 مليون                                             |
| الكثافة السكانية (ن./كم²)                                 | 115.47          | 15.82                                                  |
| العاصمة                                                   | باكو            | ويلينغتون، أوكلاند                                     |
| اللغة الرسمية                                             | اللغة الأذرية   | لغة إنجليزية، اللغة الماورية، لغة الإشارة النيوزيلندية |
| العملة                                                    | مانات أذربيجاني | دولار نيوزيلندي، الجنيه النيوزيلندي                    |
| الناتج المحلي الإجمالي (بليون دولار)                      | 40.75 مليار     | 205.85 مليار                                           |
| الناتج المحلي الإجمالي (تعادل القوة الشرائية) بليون دولار | 171.56 مليار    |                                                        |
| الناتج المحلي الإجمالي الاسمي للفرد دولار أمريكي          | 5.50 ألف        |                                                        |
| الناتج المحلي الإجمالي للفرد دولار أمريكي                 | 17.52 ألف       |                                                        |
| مؤشر التنمية البشرية                                      | 0.751           | 0.914                                                  |
| رمز المكالمات الدولي                                      | +994            | +64                                                    |
| رمز الإنترنت                                              | .az             | .nz                                                    |
| المنطقة الزمنية                                           | ت ع م+04:00     | ت ع م+13:00، ت ع م+12:00                               |

## منظمات دولية مشتركة
يشترك البلدان في عضوية مجموعة من المنظمات الدولية، منها:
| علم المنظمة | اسم المنظمة                               | تاريخ انضمام أذربيجان | تاريخ انضمام نيوزيلندا |
| ----------- | ----------------------------------------- | --------------------- | ---------------------- |
|             | الاتحاد البريدي العالمي                   | ?                     | ?                      |
|             | بنك التنمية الآسيوي                       | 1999                  | 1966                   |
|             | يونسكو                                    | 3 يونيو 1992          | 4 نوفمبر 1946          |
|             | البنك الدولي للإنشاء والتعمير             | 18 سبتمبر 1992        | 31 أغسطس 1961          |
|             | وكالة ضمان الاستثمار متعدد الأطراف        | 23 سبتمبر 1992        | 22 أبريل 2008          |
|             | الاتحاد الدولي للاتصالات                  | 10 أبريل 1992         | 3 يونيو 1878           |
|             | منظمة الشرطة الجنائية الدولية             | ?                     | ?                      |
|             | مؤسسة التمويل الدولية                     | 11 أكتوبر 1995        | 31 أغسطس 1961          |
|             | الأمم المتحدة                             | 2 مارس 1992           | 24 أكتوبر 1945         |
|             | مؤسسة التنمية الدولية                     | 31 مارس 1995          | 1 أكتوبر 1974          |
|             | منظمة حظر الأسلحة الكيميائية              | ?                     | ?                      |
|             | المركز الدولي لتسوية المنازعات الاستشارية | 18 أكتوبر 1992        | 2 مايو 1980            |

## وصلات خارجية
- موقع وزارة الخارجية الأذربيجانية
- موقع وزارة الخارجية النيوزيلندية